# Președintele Greciei
Președintele Republicii Elene (în greacă Πρόεδρος της Ελληνικής Δημοκρατίας, Próedros ti̱s Elli̱nikí̱s Di̱mokratías), cunoscut colocvial și ca Președintele Greciei, este șeful de stat al Greciei. Președintele este ales de Parlamentul Elen. Rolul este în principal ceremonial de la reforma constituțională din 1986. Postul a fost înființat oficial prin Constituția Greciei din 1975, dar are precedente în cea de-a doua republică elenă din 1924-1935 și în republica înființată de junta militară greacă din 1973–1974. 

## Puteri
Președintele este comandantul-șef nominal al armatei elene și ocupă primul loc în ordinea de precedență a țării. Deși Constituția elenă din 1975 a învestit președinția cu puteri considerabile pe hârtie, în realitate președinții au jucat un rol în mare măsură ceremonial. Premierul Greciei este directorul executiv activ al guvernului grec și personajul politic cel mai important al țării. Rolul președintelui a fost aliniat cu realitatea prin modificarea constituțională din 1986, care a redus puterile oficiale. 

## Alegere
Conform articolului 32 din Constituția elenă, președintele este ales pentru un mandat de cinci ani de către Parlamentul elen, într-o ședință specială cu cel puțin o lună înainte de expirarea mandatului titularului curent. Votul are loc în două faze, fiecare de maxim trei tururi de scrutin, separate prin nu mai mult de cinci zile. 
Primul și al doilea tur de scrutin necesită o supermajoritate de 200 din cei 300 de parlamentari, iar al treilea de doar 180. Al patrulea scrutin necesită o majoritate simplă de 151 de voturi. Al cincilea și ultimul scrutin au loc apoi între cei doi candidați cu cele mai multe voturi și sunt decise cu o majoritate relativă. 

## Reședință oficială

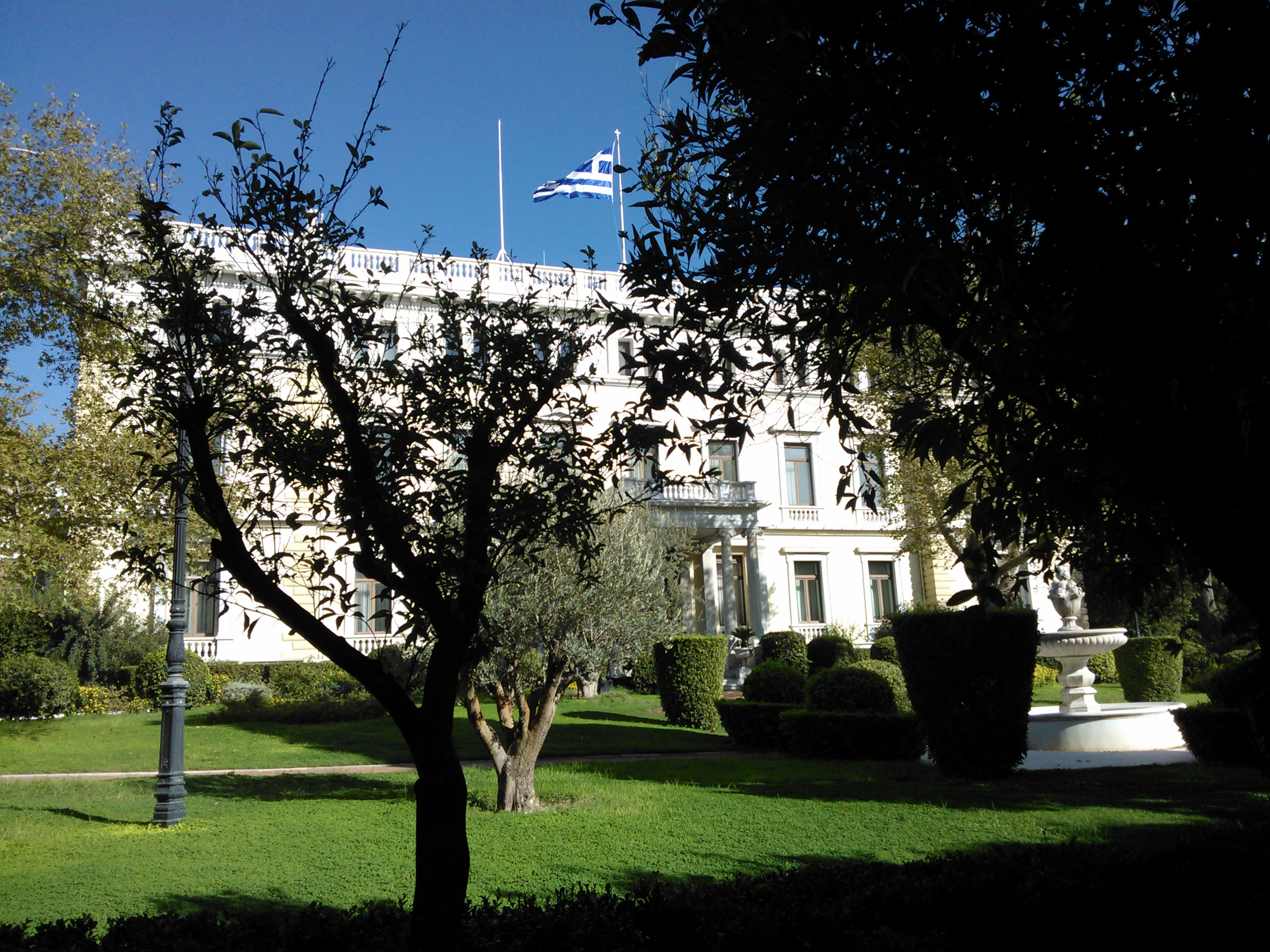
Palatul Prezidențial din Atena

Reședința oficială a președintelui Greciei este Palatul Prezidențial, fost Palat Regal, în centrul Atenei.

## Președinți
Vezi Președinții Greciei